# وينديل دابني
وينديل دابني (بالإنجليزية: Wendell Dabney) هو ناشر وصحفي أمريكي، ولد في 1865 في ريتشموند في الولايات المتحدة، وتوفي في 1952.